# INNA (альбом)
INNA — четвёртый студийный альбом румынской исполнительницы INNA. Мировой релиз альбома официально состоялся 30 октября 2015 года. В него вошли песни, которые были представлены публике в августе и сентябре 2014 года в качестве промосинглов. Изначально Инна планировала выпустить мини-альбом под названием Summer Days, в который бы вошли те промосинглы. Потом пошёл слух, что они войдут в новый студийный альбом, который изначально носил название Soy LatINNA, но в итоге, это название сократилось просто до INNA. Все ранее выпущенные синглы вошли в этот альбом, кроме двух: «Cola Song» (при участии колумбийского певца J Balvin) и «Good Time» (при участии американского рэпера Pitbull). Эти синглы были добавлены в японскую версию Body and the Sun и американскую версию 3-го альбома певицы Party Never Ends.
В поддержку данного альбома были выпущены 4 официальных сингла. «Diggy Down», записанный при участии американского дуэта Marian Hill, был издан в качестве ведущего сингла к предстоящему альбому 15 декабря 2014. Песня стала большим хитом в Румынии, достигнув позиции №1 в хит-параде Romania Airplay 100 и удерживая лидерство на протяжении 6 недель. Кроме этого, «Diggy Down» также пользовалась успехом в Болгарии, где попала на 3-е место в местном хит-параде. Второй сингл «Bop Bop» был записан при участии американского певца и автора песен Эрика Тернера и выпущен 14 июля 2015 года. В интервью Инна сообщила, что «Bop Bop» будет кардинально отличаться по звучанию от её предыдущих работ. Она описала песню, как «весёлую, безумную и энергичную». Сингл дебютировал на 64-й строчке чарта Romania Airplay 100 спустя две недели после выпуска и 5 октября добрался до 1-го места. Третьим официальным (и пятым для японского издания) синглом стала песня «Yalla». Это первая песня, где Инна исполняет партию на арабском языке. Сингл был издан 3 ноября 2015 года и дебютировал на 94-й строчке хит-парада Romania Airplay 100 спустя 12 дней после релиза, а позже добрался до 13-го места. 4 февраля 2016 года Инна представила видеоклип на 4-й сингл «Rendez Vous». Сам сингл попал на 45-ю строчку в чарте Romania Airplay 100.

## Идея и создание альбома
Инна начала записывать новый материал вскоре после выхода альбома Party Never Ends в 2013 году. Изначально, она анонсировала релиз мини-альбома под названием Summer Days в 2014 году и летом того же года начала каждую неделю выпускать по одному промосинглу. Таким образом, их вышло шесть: «Take Me Higher», «Low», «Devil’s Paradise», «Tell Me», «Body and the Sun» и «Summer Days». После их выхода, 18 октября 2014 года Инна загрузила на свой канал в YouTube фрагменты (превью) нескольких песен: «Bamboreea», «Jungle» (позже была переименована в «Too Sexy»), «We Wanna» (была записана при участии Александры Стан), «Heart Drop», «Rendez Vous», «Danse Avec Moi» и «Hola» (позже была переименована в «Heart Drop»). В итоге, из всех превью в список композиций альбома попали только «Bamboreea», «Too Sexy», «Heart Drop» и «Rendez Vous». Ранее, в 2014 году Инна говорила, что её предстоящий альбом будет называться Soy LatINNA, потому что ей «удаётся прочувствовать латиноамериканскую культуру» и она добилась заметного успеха в испаноговорящих странах Латинской Америки. Выпуск альбома Soy LatINNA не состоялся, но вместо него 7 июня 2015 года Инна анонсировала релиз альбома INNA, в который должны были войти ранее выпущенные синглы. Выход раннее запланированного мини-альбома Summer Days также не состоялся и все ранее выпущенные синглы, за исключением «Take Me Higher» и «Summer Days», были собраны на альбоме INNA. В свою очередь, синглы «Cola Song», «Good Time» и «Take Me Higher» были включены в японскую версию альбома — Body and the Sun. Первоначально дата выпуска мирового издания альбома была назначена на 15 сентября 2015 года, но потом постоянно переносилась, сначала на 15 октября, затем на 27 октября. В итоге, официальный релиз состоялся 30 октября 2015 года во всех странах, кроме Японии (там он вышел 31 июля 2015 года под названием Body and the Sun).
19 ноября 2020 года на официальной страничке Инны в SoundCloud появилось расширенное издание альбома Complete Edition. В него были добавлены синглы «Cola Song» (2014), при участии колумбийского исполнителя J Balvin и «Good Time» (2014), при участии американского рэпера Pitbull. Так же, были добавлены промосинглы «Take Me Higher» (2014) и «Summer Days» (2014).

## Официальные синглы

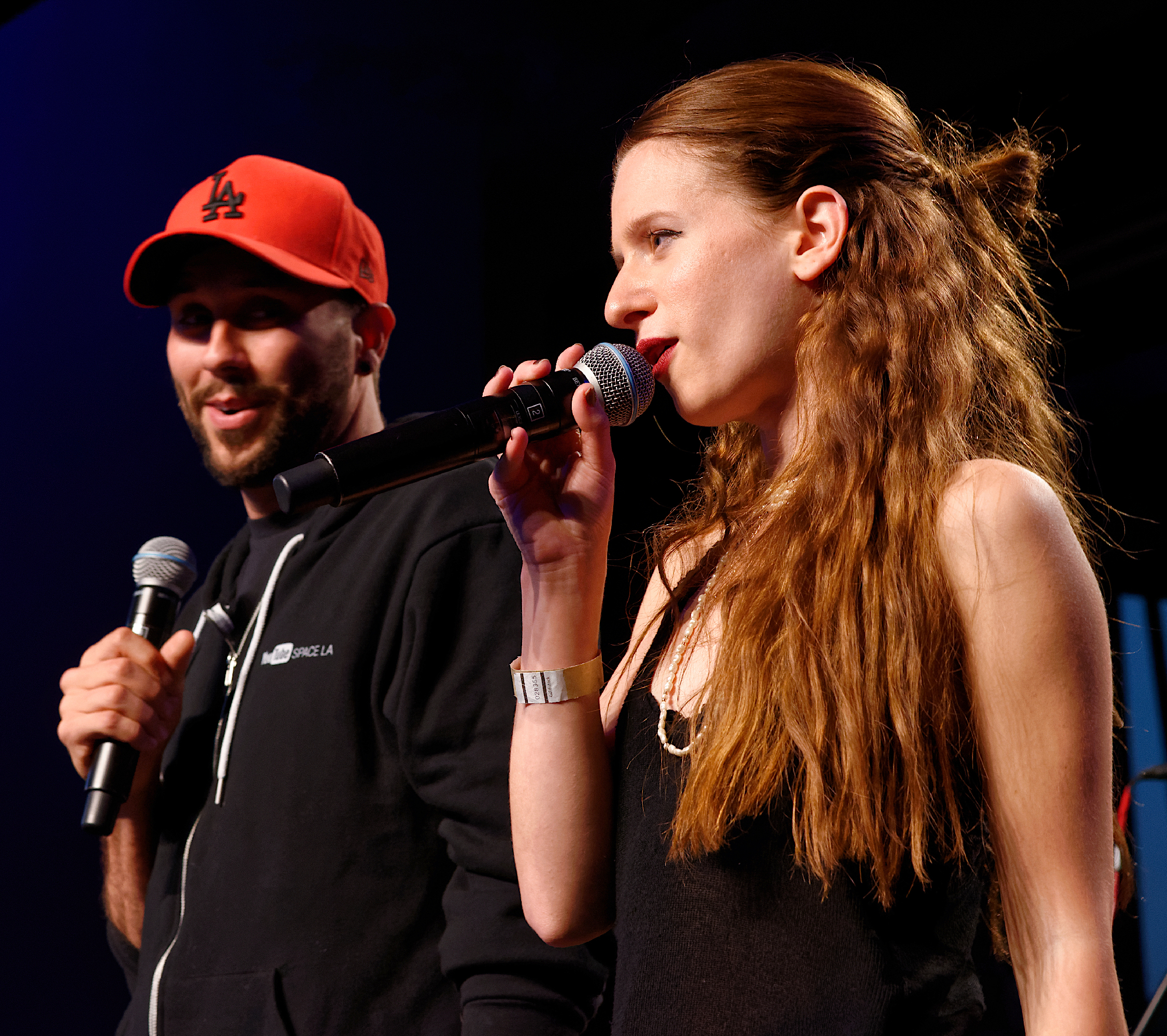
В композиции «Diggy Down» присутствует сэмпл из песни «Got It» американского дуэта Marian Hill

Diggy Down — лид-сингл с альбома. Релиз сингла состоялся 15 декабря 2014 года. Поскольку «Diggy Down» содержит сэмпл песни «Got It» американского дуэта Marian Hill, официально сингл рассматривается в качестве совместной работы Инны и Marian Hill. Композиция повествует о страстных чувствах лирической героини к своему парню, на которого она «запала» и который её «заводит». «Diggy Down» — песня в жанре данс-поп, в которой также прослеживается влияние современного R&B. Другой отличительной особенностью «Diggy Down» является короткая партия саксофона после припева. Сингл быстро стал хитом в Romania Airplay 100, продержавшись на первой строчке в течение 6 недель подряд. Видеоклип был снят режиссёром Михаэлем Мирчей в Бухаресте, в качестве оператора-постановщика выступил Джон Перес, прежде сотрудничавший с Канье Уэстом, Jay Z, Рианной и Полом Маккартни. Премьера клипа состоялась 9 ноября 2014 года на официальном YouTube-канале Инны. Согласно официальной статистике, опубликованной компанией Media Forest, этот клип Инны стал самым популярным клипом на румынских телеканалах в период с 1 января по 30 июня 2015 года: за это время «Diggy Down» транслировался в общей сложности 5520 раз. 11 мая 2015 года на YouTube-канале певицы появилось музыкальное видео на ремикс «Diggy Down», созданное путём добавления в оригинальную версию клипа сцен с участием Yandel.
Bop Bop — второй официальный сингл (четвёртый для японского издания) с альбома. «Bop Bop» был записан при участии американского исполнителя и автора песен Эрика Тёрнера и выпущен 14 июля 2015 года. При создании «Bop Bop» Инна предпочла записать дуэт с певцом, а не с рэпером, изменив музыкальную формулу по сравнению с тремя предыдущими синглами («Cola Song», «Good Time» и «Diggy Down»). В частности, Инна призналась, что эта работа сильно отличается от предыдущих, назвав её «весёлой, безумной и энергичной» песней. В музыкальном плане «Bop Bop» относится к жанру данс-поп и содержит заразительный танцевальный ритм. По мнению итальянского сайта Grupo EGF, песня является более зрелой композицией по сравнению с предыдущими работами певицы и прежде всего обращает на себя внимание благодаря ретро-атмосфере, интересному сочетанию звуков и участию в записи ярких музыкантов (в особенности сайт выделил приглашённого вокалиста Эрика Тёрнера). Трек стал одним из быстро попавших в чарт синглов Инны, который оказался в нём всего спустя две недели после релиза. 26 июля он попал на 64-ю строчку чарта Romanian Airplay 100. 9 августа он поднялся на 37 позиций вверх, заняв 27-ю строчку чарта. 21 сентября трек вошёл в 10-ку и встал на 6-ю строчку, а 11 октября достиг своей пиковой позиции на 2-й строчке чарта. В сопровождении с этим, 28 октября 2015 года видеоклип достиг 1-го места в TV Airplay Chart. Особенностью видеоклипа стали спортивные наряды Инны и её подтанцовки, разработанные Marni, Givenchy, HBA HOOD by Air, Balmain, KTZ, Ashish, Pierre Hardy и Pas du Tout.
Yalla — третий официальный сингл (пятый для японского издания) с данного альбома, релиз которого состоялся 3 ноября 2015 года. Официальная премьера видеоклипа состоялась 12 ноября 2015 года, а к 8 апрелю 2016 года видео заработало почти 51 500 000 просмотров на YouTube. Режиссёром видеоклипа стал Barna Nemethi, а снято оно было в Марракаше, Морокко. После премьеры видеоклипа, сингл попал в ТОП-5 румынского iTunes и 15 ноября 2015 года дебютировал в чарте Romanian Airplay 100 на 94-й строчке. Пробыв там 23 недели подряд, 1 мая 2016 года сингл занял пиковою позицию на 13-й строчке чарта. Продержавшись в чарте 42 недели, сингл стал самым долгим из песен Инны, который пробыл в чарте так долго. Песня стала «вирусом» для Турции, и Инна решила выпустить сингл на CD носителе, который стал эксклюзивом только лишь для этой страны.
Rendez Vous — четвёртый (шестой для японского издания) и последний официальный сингл с данного альбома, релиз которого состоялся 12 февраля 2016 года на iTunes, а 9 марта был выпущен мини-альбом ремиксов. Официальная премьера видеоклипа состоялась 4 февраля 2016 года, а к 14 июня 2016 года видео видео заработало почти 10 000 000 просмотров на YouTube. Режиссёром видеоклипа стали Michael Abt и John Perez, а снято оно было в Пура Вида, Коста-Рика. 3 апреля 2016 года сингл дебютировал в чарте Romanian Airplay 100 на 73-й строчке, а 22 мая этого же года занял пиковою позицию на 45-й строчке чарта. В начале лета 2016, сингл стал массовым хитом на радио в Польши, где попал в Dance Top 50 и достиг 12-й позиции в чарте Airplay Top 100.

## Список композиций
Стандартное издание
| №                   | Название                                      | Продюсеры                        | Длительность |
| ------------------- | --------------------------------------------- | -------------------------------- | ------------ |
| 1.                  | «Heart Drop»                                  | The Monsters and the Strangerz   | 3:00         |
| 2.                  | «Bamboreea» (featuring J-Son)                 | Axident                          | 3:30         |
| 3.                  | «Bad Boys»                                    | Play & Win                       | 2:46         |
| 4.                  | «Too Sexy»                                    | Axident                          | 3:17         |
| 5.                  | «Bop Bop» (featuring Eric Turner)             | Thomas Troelsen                  | 3:21         |
| 6.                  | «Rendez Vous»                                 | Thomas Troelsen • Axident        | 3:09         |
| 7.                  | «Yalla»                                       | Play & Win                       | 2:49         |
| 8.                  | «Walking On The Sun»                          | Marcel Botezan • Sebastian Barac | 3:31         |
| 9.                  | «Fool Me»                                     | Marcel Botezan • Sebastian Barac | 3:15         |
| 10.                 | «Body and the Sun»                            | Axident • Thomas Troelsen        | 3:29         |
| 11.                 | «Salina's Skies»                              | Axident                          | 3:44         |
| 12.                 | «Devil's Paradise»                            | Play & Win                       | 2:13         |
| 13.                 | «Diggy Down» (featuring Marian Hill)          | Vlad Lucan                       | 3:10         |
| 14.                 | «Low»                                         | Play & Win                       | 3:38         |
| 15.                 | «Tell Me»                                     | Play & Win                       | 3:29         |
| 16.                 | «Diggy Down» (Piano Deluxe)                   | Vlad Lucan                       | 2:48         |
| 17.                 | «Sun Goes Up»                                 | Marcel Botezan • Sebastian Barac | 3:31         |
| 18.                 | «Summer In December» (Morandi featuring INNA) | Morandi                          | 3:16         |
| Общая длительность: | Общая длительность:                           | Общая длительность:              | 48:39        |

| №                   | Название                                             | Продюсеры                 | Длительность |
| ------------------- | ---------------------------------------------------- | ------------------------- | ------------ |
| 19.                 | «We Wanna» (featuring Alexandra Stan и Daddy Yankee) | Axident • Thomas Troelsen | 3:53         |
| 20.                 | «Yalla» (A Turk Remix)                               | Play & Win                | 3:31         |
| 21.                 | «Yalla» (Deepierro Offir Malol Remix Edit)           | Play & Win                | 3:15         |
| 22.                 | «Yalla» (DJ Asher ScreeN Remix)                      | Play & Win                | 3:56         |
| Общая длительность: | Общая длительность:                                  | Общая длительность:       | 13:55        |

| №                   | Название                                      | Продюсеры                        | Длительность |
| ------------------- | --------------------------------------------- | -------------------------------- | ------------ |
| 1.                  | «Heart Drop»                                  | The Monsters and the Strangerz   | 3:00         |
| 2.                  | «Bamboreea» (featuring J-Son)                 | Axident                          | 3:30         |
| 3.                  | «Bad Boys»                                    | Play & Win                       | 2:46         |
| 4.                  | «Too Sexy»                                    | Axident                          | 3:17         |
| 5.                  | «Bop Bop» (featuring Eric Turner)             | Thomas Troelsen                  | 3:21         |
| 6.                  | «Rendez Vous»                                 | Thomas Troelsen • Axident        | 3:09         |
| 7.                  | «Cola Song» (featuring J Balvin)              | TJR, Axident, J Balvin           | 3:18         |
| 8.                  | «Yalla»                                       | Play & Win                       | 2:49         |
| 9.                  | «Walking On The Sun»                          | Marcel Botezan • Sebastian Barac | 3:31         |
| 10.                 | «Fool Me»                                     | Marcel Botezan • Sebastian Barac | 3:15         |
| 11.                 | «Body and the Sun»                            | Axident • Thomas Troelsen        | 3:29         |
| 12.                 | «Salinas Skies»                               | Axident                          | 3:44         |
| 13.                 | «Devil's Paradise»                            | Play & Win                       | 2:13         |
| 14.                 | «Diggy Down» (featuring Marian Hill)          | Vlad Lucan                       | 3:10         |
| 15.                 | «Low»                                         | Play & Win                       | 3:38         |
| 16.                 | «Tell Me»                                     | Play & Win                       | 3:29         |
| 17.                 | «Sun Goes Up»                                 | Marcel Botezan • Sebastian Barac | 3:31         |
| 18.                 | «Take Me Higher»                              | Play & Win                       | 2:58         |
| 19.                 | «Good Time» (featuring Pitbull)               | Steve Mac                        | 3:23         |
| 20.                 | «Summer In December» (Morandi featuring INNA) | Morandi                          | 3:16         |
| 21.                 | «Summer Days»                                 | Play & Win                       | 3:48         |
| 22.                 | «Diggy Down» (Piano Deluxe)                   | Vlad Lucan                       | 2:48         |
| Общая длительность: | Общая длительность:                           | Общая длительность:              | 67:23        |

## Сэмплы, заимствованные у других композиций
- Too Sexy содержит в себе сэмпл песни I’m Too Sexy британской группы Right Said Fred.
- Rendez Vous содержит в себе сэмпл песни Coco Jambo немецкой группы Mr. President.
- Diggy Down содержит в себе сэмпл песни Got It американского дуэта Marian Hill.

## История релиза
| Регион                                                       | Дата            | Формат               | Лейбл              | Издание     |
| ------------------------------------------------------------ | --------------- | -------------------- | ------------------ | ----------- |
| Мир                                                          | 30 октября 2015 | Цифровая дистрибуция | WMG                | Стандартное |
| Турция                                                       | 6 ноября 2015   | Цифровая дистрибуция | Yeni Dünya Müzik   | Стандартное |
| Турция                                                       | 29 апреля 2016  | CD                   | Yeni Dünya Müzik   | Стандартное |
| Мексика                                                      | 18 марта 2016   | CD                   | WMG                | Стандартное |
| - Россия - СНГ - Украина - Грузия - Литва - Латвия - Эстония | 8 марта 2016    | Цифровая дистрибуция | United Music Group | Стандартное |